# 小久保喜七

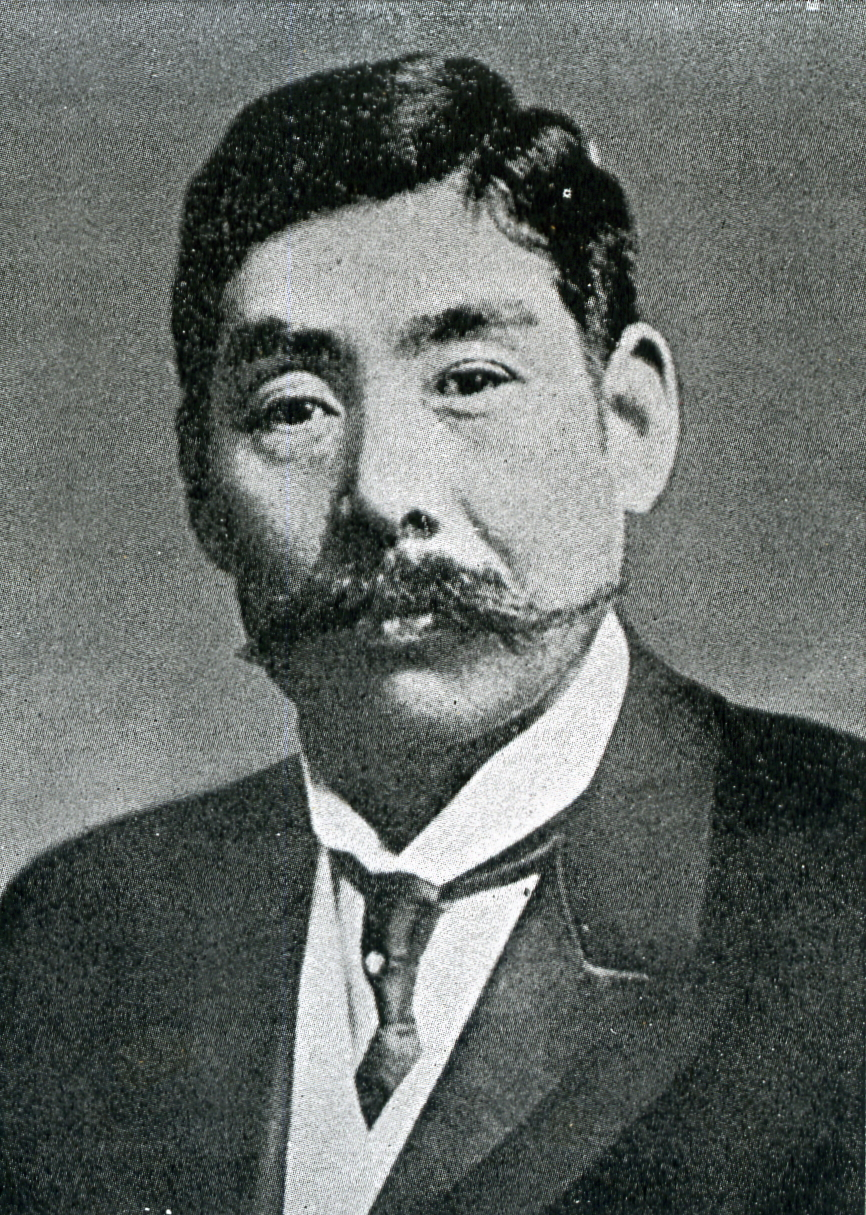
小久保喜七

小久保 喜七（こくぼ きしち、1865年4月17日（慶応元年3月22日） - 1939年（昭和14年）12月14日）は、日本の政治家、自由民権家。衆議院議員（当選6回）。貴族院勅選議員。自由通信社相談役。従四位勲二等。中田文武館館長。号は城南。族籍は茨城県平民。

## 経歴
下総国猿島郡（のちの茨城県猿島郡新郷村中田、現在の茨城県古河市）出身。小久保藤吉の長男。幼い頃に母を失い、祖母に養われた。栃木県佐野町で先生に就いて漢学を学んだ。
1879年（明治12年）、郷里に帰り民権自由の説を唱え、自由民権運動に投じる。1883年（明治16年）春に有終会を組織し、又五州志士舟遊会を起し推されて幹事となる。さらに自由党結成大会に出席した。中田文武館を設立し自ら館長となり大に壮士を養う。
1884年（明治17年）には加波山事件、1885年（明治18年）には大阪事件で逮捕されたが無罪となる。大隈重信外務大臣の条約改正案に反対し、1889年（明治22年）には大隈重信外務大臣襲撃事件で検挙投獄されたが無罪となる。
自由党本部幹事に推され、立憲自由党の結党式準備委員として尽瘁した。1890年（明治23年）、立憲自由党結党式挙行の当日刺客に刺された。1892年（明治25年）、茨城県会議員に当選し、副議長に推された。後に自由党を離党し、大井憲太郎・神鞭知常・佐々友房らとともに非内地雑居論を主張した。
1895年（明治28年）、茨城県会議長不信任案を提出するが、該案を却下して紛擾を惹起し、さらに臨時県会に於いて副議長不信任案を提出される。再び県会議員に当選したが、議長選挙に敗れて、直ちに議員を辞職した。1898年（明治31年）、台湾で台湾通信社を創設した。1900年（明治33年）、帰国した。1901年（明治34年）、立憲政友会に入党した。
1908年（明治41年）の第10回衆議院議員総選挙に茨城県郡部より出馬し、当選。以後、6期にわたって務めた。その間、政友会系の自由通信社の社長になり、原内閣では逓信参事官を務めた。
1928年（昭和3年）10月18日、貴族院議員に勅任され、交友倶楽部に所属、死去するまで在職した。また小田原急行鉄道取締役、大東文化協会の顧問なども務めた。

## 人物
『実業の世界』からの「あなたは25歳の頃に何をしていたか。その当時の収入及び生活状態はどうだったか」という問いに小久保は「大同協和会の幹事に推さる。大隈外務大臣の条約改正に反対し、来島氏が伯を傷くるや、これが連累として獄に下る。定まりたる収入一文もなし」と回答している。
自由党時代から自身の白い顔を自慢中の自慢としていた。著書に『城南片鱗』、『城南詩鈔』などがある。趣味は詩文。住所は東京市四谷区右京町、大森区大森。

## その他
2019年現在、森ビルが中心となって再開発を行なっている麻布の我善坊谷（現在の住所は麻布台）の六本木側の入口にある、日露戦争時に日本のスパイとして殉職した横川省三の記念公園には、小久保が「天地知心」と記した国旗掲揚塔がある。なお、塔の碑文の小久保喜七の「喜」は「㐂」となっている。また、同地は前述した通り、再開発真っ只中であるため、この塔が新しくできた公園に移転されるかは不明。

## 家族・親族
小久保家
- 父・藤吉[6]
- 妻・まさ（1864年 - ?、古谷米吉の四女）[2][6]
- 養子[6][9]